# Bouddhisme en Kalmoukie
 (octobre 2016).

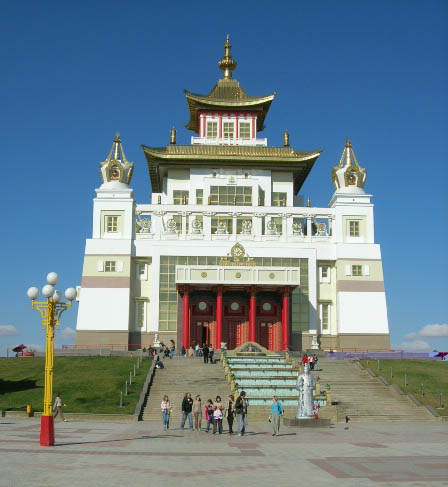
Temple d'or d'Elista.

Les Kalmouks sont le seul peuple du continent européen dont la religion nationale est le bouddhisme.[réf. nécessaire]
Ils vivent en République de Kalmoukie, un État fédéral de la fédération de Russie. C'est la seule région bouddhiste en Europe,.

## Origines
La Kalmoukie est située au sud de la Volga et bordée par la mer Caspienne au sud-est.
Les Kalmouks sont les descendants des Oïrats qui ont émigré en Europe au cours de la première partie du XVIIe siècle. Ils constituent 53% de la population. Comme les bouddhistes tibétains, les Kalmouks considèrent le Dalaï Lama comme leur chef spirituel.
Le sajin Lama (suprême Lama) des Kalmouks est Ombdaykow, un homme né à Philadelphie d'origine kalmouk, élevé comme un moine bouddhiste dans un monastère tibétain en Inde, reconnu comme sajin Lama à partir de l'âge de sept ans et par le 14e dalaï-lama comme la réincarnation du saint bouddhiste Telo Rinpoché. Ombdaykow partage son temps entre le Colorado et la Kalmoukie.
Les réfugiés politiques kalmouks ont ouvert le premier temple bouddhiste en Europe centrale à Belgrade en Serbie dans les années 1920.

## Lama du peuple kalmouk en Sibérie
| Nom de naissance         | Dates de naissance et de mort | Règne       |
| ------------------------ | ----------------------------- | ----------- |
| Koti Badjuginov          | ? - ?                         | ? - 1873    |
| Arkad Chubanov           | 1840 - 1894                   | 1873 - 1894 |
| Djimba Mikulinov         | ? - ?                         | 1894 - 1903 |
| Mönke Bormanzhinov       | 1855 - 1919                   | 1903 - 1919 |
| Shurguchi Nimgirov       | ? - 1920                      | 1919 - 1920 |
| Ivan Bultinovich Kitanov | 1858-1926                     | 1920 - 1925 |
| Lubsan Sharab Tepkin     | 1875 - 1941?                  | 1925 - 1931 |

## De 1990 à nos jours
À la chute de l'Union des Républiques socialistes soviétiques, les institutions religieuses traditionnelles de Kalmoukie sont restaurées. La première communauté bouddhiste après l'effondrement de l'Union soviétique a été enregistrée en octobre 1988 ; dès le début des années 1990, le bouddhisme renaît en Kalmoukie. Les Kalmouks reçoivent une éducation bouddhiste, les enseignants bouddhistes sont des moines tibétain venant d'Inde et des États-Unis.

## Écoles bouddhistes tibétaines en Kalmoukie
Historiquement, la plupart des Kalmouks appartiennent à l'école Gelugpa du bouddhisme tibétain, qui est toujours la tradition religieuse dominante en Kalmoukie.
D'autres écoles bouddhistes tibétaines sont représentées en Kalmoukie comme les traditions Nyingmapa, Kagyüpa et Sakyapa.

### Sites
1. ↑  « Republic of Kalmykia Southeast Europe », sur kalmykia.net
2. ↑  « Regions and territories: Kalmykia », sur bbc.co.uk